# Amalie Froehlich
Amalie Froehlich (* 11. Juli 1876 in Wolfhagen; † 1938) war eine deutsche nationalliberale Politikerin und Landtagsabgeordnete der DVP.
Amalie Froehlich wurde 1906 Lehrerin an der städtischen Mädchenvolksschule in Hanau. Nachdem 1908 Frauen in Preußen zum Studium zugelassen wurden, ließ sie sich vom Schuldienst beurlauben und studierte an den Universitäten Bonn, Oxford und Cambridge. Über eine Betätigung in der Frauenbewegung oder im Allgemeinen Deutschen Lehrerinnenverein (ADLV) ist nichts bekannt.
Froehlich wurde 1921 Mitglied des ersten preußischen Landtages. Während dieser Zeit war sie Lehrerin in Höchst am Main. 1924 stand sie wie viele Kandidatinnen auf einem hinteren Listenplatz und verpasste knapp den Einzug in den Landtag der Jahre 1924–1928. Seit 1924 unterrichtete sie an der Elisabethschule in Marburg die Fächer Englisch, Deutsch und Geschichte, bis sie 1936 als Studienrätin nach Kassel versetzt wurde.